# Liste des épisodes de Boy Girl etc.

Logo.

Boy Girl etc. est une série télévisée d'animation américano-franco-irlandaise, crée par Jeff Harter et Cloudco Entertainment, et réalisé par Jérémy Guiter été diffusée en avant-première le 31 octobre 2019 sur CBBC au Royaume-Uni, et les épisodes quotidiens ont suivi le 19 novembre 2019. La série est ensuite diffusée au Canada le 6 janvier 2020 sur Family Channel. Le 15 juin 2020, la série a eu le droit à une rediffusion sur CBBC.
En Europe, la série est diffusée en France depuis le 23 mai 2020 sur la chaîne Gulli,, puis le 1er janvier 2021 sur Canal J. Au 12 juin 2021 en Finlande, Yle TV2 commence à diffuser la série pendant son bloc télévisé Galaxi. Au 9 juillet 2021, la série est diffusée sur SIC K où elle est doublée en portugais. Au 23 août 2021, Disney Channel Europe diffuse la série dans toute l'Europe et dans certaines régions d'Asie. Elle est sous-titrée en tchèque, hongrois, roumain, polonais et bulgare.

## Épisodes

### Saison 1 (2019-2020)
| № | #  | Titre (français et original)                                                 | Première diffusion Royaume-Uni |
| --- | -- | ---------------------------------------------------------------------------- | ------------------------------ |
| 1 | 1  | La correspondante Pen Pals                                                   | 19 novembre 2019               |
| 2 | 2  | Le derrière de la honte Monster Butt                                         | 27 novembre 2019               |
| 3 | 3  | Le journal intime The Cheesy Diary                                           | 20 novembre 2019               |
| 4 | 4  | Le jeu ou la vie Happy Game                                                  | 4 décembre 2019                |
| 5 | 5  | Un copain pour Boy Boy's Friend                                              | 22 novembre 2019               |
| 6 | 6  | Bébé Boy Mama'd Boy                                                          | 25 novembre 2019               |
| 7 | 7  | La course de trottinette Scoot or Be Scooted                                 | 26 novembre 2019               |
| 8 | 8  | La guerre du trône Game of Thrones                                           | 21 novembre 2019               |
| 9 | 9  | La chatastrophe Cat Walkers                                                  | 28 novembre 2019               |
| 10 | 10 | Le record des records World Record Records                                   | 29 novembre 2019               |
| 11 | 11 | La barbe Cat Beard                                                           | 2 décembre 2019                |
| 12 | 12 | Greb Nefual E Neg Greb-Nefual E Neg!                                         | 31 octobre 2019                |
| 13 | 13 | Le règne de Cat Confession Cat                                               | 20 mars 2020                   |
| 14 | 14 | Justice familiale Crimes Against the Family                                  | 16 mars 2020                   |
| 15 | 15 | Science sans conscience Scientifically Impossible                            | 17 mars 2020                   |
| 16 | 16 | Oh, mon héros ! We Could Be Heroes                                           | 18 mars 2020                   |
| 17 | 17 | Mi-chien, mi-loup The Dog Who Cried Wolf                                     | 19 mars 2020                   |
| Dog est en colère parce que sa famille pense que les loups sont plus cool que les chiens, alors il rejoint un gang pour prouver qu'il est tout aussi cool que n'importe quel loup.                              |    |                                                                              |                                |
| 18 | 18 | Le monde merveilleux de Bobbly Wobbly The Fantastical World of Bobbly Wobbly | 26 mars 2020                   |
| Ayant reçu des billets, Boy emmène ses frères et sœurs à l'usine de figurines, mais l'usine est pire que ce à quoi il s'attendait. Boy semble être aveuglé par sa naïveté.                                      |    |                                                                              |                                |
| 19 | 19 | Camping sauvage Camp Champs                                                  | 3 décembre 2019                |
| Les frères et sœurs partent camper pour le week-end. |    |                                                                              |                                |
| 20 | 20 | Ça va smousser ! Smoothie Operators                                          | 24 mars 2020                   |
| 21 | 21 | Dans la peau de l'autre Imitation Games                                      | 23 mars 2020                   |
| 22 | 22 | La cheese party The Cheese Ball                                              | 30 mars 2020                   |
| 23 | 23 | Sœurs de lait Don't Have a Cow                                               | 25 mars 2020                   |
| 24 | 24 | Une famille parfaite Perfectly Dysfunctional                                 | 23 juin 2020                   |
| 25 | 25 | Capitaine Cat The Cat Crusader                                               | 24 juin 2020                   |
| 26 | 26 | Tics antipathiques Breaking Bad Habits                                       | 16 juin 2020                   |
| 27 | 27 | Un fromage dans l'espace First Cheese on Mars                                | 1er juillet 2020               |
| 28 | 28 | Détective Dog Neighbourhood Watchdog                                         | 1er avril 2020                 |
| 29 | 29 | Cacophonie Voice Swap                                                        | 31 mars 2020                   |
| 30 | 30 | Sans queue ni tête Curling Tail                                              | 19 juin 2020                   |
| 31 | 31 | Le concours canin Dog's Show                                                 | 17 juin 2020                   |
| 32 | 32 | L'abominable Ben It's Raining Ben                                            | 27 mars 2020                   |
| 33 | 33 | Sparkcheeza                                                                  | 18 juin 2020                   |
| Cheese n'est pas reconnue à sa juste valeur, elle qui souhaite attirer l'attention. Elle feinte alors devant ses frères et sœurs une chute dans les escaliers de leur maison et fait semblant d'être amnésique. |    |                                                                              |                                |
| 34 | 34 | Y'a pas photo Family Photo-No                                                | 25 juin 2020                   |
| 35 | 35 | Les maxi-potes du minigolf Putt Putt Pals                                    | 26 juin 2020                   |
| Stevie Smith défie Boy dans le tournoi de mini-golf. |    |                                                                              |                                |
| 36 | 36 | Ce bon vieux Boy Boy Quits Bobbleheads                                       | 22 juin 2020                   |
| 37 | 37 | La sécurité avant tout Safety Dance                                          | 15 juin 2020                   |
| |    |                                                                              |                                |
| 38 | 38 | La boule de poils qui sait tout Magic Hairball                               | 6 octobre 2020                 |
| 39 | 39 | Mouse est maousse Mouse Big as a House                                       | 29 juin 2020                   |
| 40 | 40 | Le nez sifflera trois fois Whistle to the Beat                               | 29 septembre 2020              |
| 41 | 41 | Chacun sa bulle Family Bubble                                                | 23 septembre 2020              |
| 42 | 42 | S-O-Laisse Dog Unleashed                                                     | 30 septembre 2020              |
| 43 | 43 | La double vie de Cat Cat's Secret Life                                       | 5 octobre 2020                 |
| 44 | 44 | Monsieur Dog Suit Yourself                                                   | 30 juin 2020                   |
| 45 | 45 | Patafun Gleeb Glob                                                           | 8 octobre 2020                 |
| Mouse a inventé une pâte verte non identifiée. Girl le lui vole et confie plusieurs morceaux à ses frères et sœurs.                                                                                             |    |                                                                              |                                |
| 46 | 46 | Les pros de l'impro Living Outside the Box                                   | 2 octobre 2020                 |
| 47 | 47 | Vincent Van Dog Color Me Dog                                                 | 1er octobre 2020               |
| 48 | 48 | Power Rongeur Hampered Hamster                                               | 12 octobre 2020                |
| 49 | 49 | Vlog la galère Clickbait and Switch                                          | 28 septembre 2020              |
| 50 | 50 | Patinage en famille Family On Ice                                            | 13 octobre 2020                |
| 51 | 51 | Les bijoux de la Burlington Cat Burglar                                      | 9 octobre 2020                 |
| 52 | 52 | Lichette Wedgie                                                              | 7 octobre 2020                 |

### Saison 2 (2022-2023)
| №   | #  | Titre (français et original)                                   | Première diffusion Royaume-Uni |
| --- | -- | -------------------------------------------------------------- | ------------------------------ |
| 53  | 1  | Il était une fois, Boy, Girl, etc... ! Partie 1 Begins! Part 1 | 3 janvier 2022                 |
| 54  | 2  | Il était une fois, Boy, Girl, etc... ! Partie 2 Begins! Part 2 | 4 janvier 2022                 |
| 55  | 3  | Concerto pour cornemuse The Pied Bagpiper                      | 5 janvier 2022                 |
| 56  | 4  | Karaté Raté Robot-y Karate                                     | 6 janvier 2022                 |
| 57  | 5  | Bouton Mania Gametime, Go!                                     | 7 janvier 2022                 |
| 58  | 6  | Donner c'est donner Junked                                     | 10 janvier 2022                |
| 59  | 7  | La baballe-boomerang Go Fetch                                  | 11 janvier 2022                |
| 60  | 8  | Mauvais tour Tricked Out                                       | 12 janvier 2022                |
| 61  | 9  | Les Colocs The Room Mate                                       | 13 janvier 2022                |
| 62  | 10 | Le ragoût de la discorde Chili Overload                        | 14 janvier 2022                |
| 63  | 11 | Et pour quelques abonnés de plus X Marks the Spot              | 17 janvier 2022                |
| 64  | 12 | Le rôle de sa vie Lights! Camera! Action!                      | 18 janvier 2022                |
| 65  | 13 | Une vie de chien Dog Days                                      | 19 janvier 2022                |
| 66  | 14 | Le car-narval Narwhal Day                                      | 20 janvier 2022                |
| 67  | 15 | Bienvenue au club Bobblehead Heads                             | 21 janvier 2022                |
| 68  | 16 | La méthode Mouse Mouse Steps                                   | 24 janvier 2022                |
| 69  | 17 | L'épreuve des héros Gramps' Gauntlet of Greatness              | 25 janvier 2022                |
| 70  | 18 | La nuit du chien-garou Who Let the Weredogs Out                | 26 janvier 2022                |
| 71  | 19 | Vacances à domicile Staycation                                 | 27 janvier 2022                |
| 72  | 20 | Mouse fait mouche The Swapper                                  | 28 janvier 2022                |
| 73  | 21 | Y a que la vérité qui blesse Nothing but the Truth             | 31 janvier 2022                |
| 74  | 22 | La fiancée de Papy Gramps Date                                 | 1er février 2022               |
| 75  | 23 | Comiques de répétition Grin and Parrot                         | 2 février 2022                 |
| 76  | 24 | Le fabuleux destin de Boy et Girl Future Proof                 | 3 février 2022                 |
| 77  | 25 | Drôles d'oiseaux For the Birds                                 | 4 février 2022                 |
| 78  | 26 | Service minimum The Favour                                     | 27 juin 2022                   |
| 79  | 27 | Cache-clash Hide Me If You Can                                 | 28 juin 2022                   |
| 80  | 28 | Jeux de gamins, jeux de vilains L.A.R.P. Out Loud              | 29 juin 2022                   |
| 81  | 29 | Bouffon et dragons Arcade Aid                                  | 30 juin 2022                   |
| 82  | 30 | Duel en famille Family Fun Fight                               | 1er juillet 2022               |
| 83  | 31 | Graines de fermiers Grow Your Own                              | 4 juillet 2022                 |
| 84  | 32 | Deux enfants géniaux Two Great Kids                            | 5 juillet 2022                 |
| 85  | 33 | Un jour sans fun Fomo No Mo                                    | 6 juillet 2022                 |
| 86  | 34 | La soirée pyjama Tucked In                                     | 7 juillet 2022                 |
| 87  | 35 | Sauve qui pue The Heated Smell of Friendship                   | 8 juillet 2022                 |
| 88  | 36 | Le voyage en Papy-Van Road Trip                                | 11 juillet 2022                |
| 89  | 37 | Bienvenue chez les Smiths The Hosts                            | 12 juillet 2022                |
| 90  | 38 | Capitaine Cat, le retour Cat Crusader Returns                  | 13 juillet 2022                |
| 91  | 39 | La face cachée de monsieur Ronron Cat's Frenemy                | 14 juillet 2022                |
| 92  | 40 | DJ Cat-Cat                                                     | 1er août 2022                  |
| 93  | 41 | Privés de courrier No Mail's Land                              | 2 août 2022                    |
| 94  | 42 | L'admiratrice secrète Girl's Greatness                         | 3 août 2022                    |
| 95  | 43 | Les réparateurs Fix It Yourself                                | 4 août 2022                    |
| 96  | 44 | L'appel de l’aventure Goodbye Gramps                           | 5 août 2022                    |
| 97  | 45 | Le concours de photo Picture Perfect                           | 8 août 2022                    |
| 98  | 46 | La vie rêvée de Cheese The Cool List                           | 9 août 2022                    |
| 99  | 47 | Tous en scène Founders' Play                                   | 10 août 2022                   |
| 100 | 48 | Un petit coin de paradis Pastime Paradise                      | 11 août 2022                   |
| 101 | 49 | Le combat des robots Mighty Fighty Robots                      | 12 août 2022                   |
| 102 | 50 | La Journée sans garçons No Boys Allowed                        | 15 août 2022                   |
| 103 | 51 | Le Square, nid d'espions The Spy Who Bugged Me                 | 16 août 2022                   |
| 104 | 52 | Le borné de l'arcade Video Game Pain                           | 17 août 2022                   |

### Saison 3 (2024)
| №   | #  | Titre (français et original)                        | Première diffusion Française |
| --- | -- | --------------------------------------------------- | ---------------------------- |
| 105 | 1  | Bébé à bord ! Yeah Baby!                            | 13 mars 2024                 |
| 106 | 2  | Les squatteurs The Clubhouse Brothers               | 20 mars 2024                 |
| 107 | 3  | L’usurpateur Image Problems                         | 3 avril 2024                 |
| 108 | 4  | Bienvenue, K-Jam ! K-Jam’s Welcome Party            | 3 avril 2024                 |
| 109 | 5  | Opération Gherkin Project Gherkin                   | 10 avril 2024                |
| 110 | 6  | Le multivers de Mouse Multi Mouse                   | 13 mars 2024                 |
| 111 | 7  | Petits Matchs entre Amis Best Best Friend           | 17 avril 2024                |
| 112 | 8  | La fée des Voeux Fairy Cheese Mother                | 17 avril 2024                |
| 113 | 9  | Le Roi des Cornichons The Pickle Prince             | 20 mars 2024                 |
| 114 | 10 | Baignade Interdite Pool Party Crashers              | 1er mai 2024                 |
| 115 | 11 | Tel père telle fille Gramps vs Mom                  | 8 mai 2024                   |
| 116 | 12 | Oui, patronne ! Fired Up                            | 8 mai 2024                   |
| 117 | 13 | Gretchen se déchaîne Finding Gretchen               | 15 mai 2024                  |
| 118 | 14 | L’incroyable Bretzel Boy The Incredible Boy Pretzel | 10 avril 2024                |
| 119 | 15 | Spa si terrible No Way Vay Cay                      | 15 mai 2024                  |
| 120 | 16 | Le rôle de sa vie Big Break                         | 20 mai 2024                  |
| 121 | 17 | La fan de Girl The Fangirl                          | 20 mai 2024                  |
| 122 | 18 | Détention sous Tension The Pen                      | 27 mars 2024                 |
| 123 | 19 | Un prof un peu particulier Strictly Professional    | 20 mai 2024                  |
| 124 | 20 | Passion Mildred Mildred the Bobblehead              | 20 mai 2024                  |
| 125 | 21 | Paradis perdu Paradise (Grove) Lost                 | 22 mai 2024                  |
| 126 | 22 | Zen Attitude Doggie Bagged                          | 24 avril 2024                |
| 127 | 23 | Ils sont parmi nous ! The Alien                     | 24 avril 2024                |
| 128 | 24 | Attention, spoiler Spoiler Alert                    | 1er mai 2024                 |
| 129 | 25 | Cat, la boss des maths Cat-bert Einstein            | 20 mars 2024                 |
| 130 | 26 | Bazar à la bibliothèque Paperback Mountain          | 22 mai 2024                  |
| 131 | 27 | Capitaine Cat III : La Relève Cat Crusader III      | 28 août 2024                 |
| 132 | 28 | La Peur du Bide A Couple of Dummies                 | 28 août 2024                 |
| 133 | 29 | Trop de Robots Tech Detox                           | 28 août 2024                 |
| 134 | 30 | Le Secret de Madame McGuire Old Lady of Awesomeness | 4 septembre 2024             |
| 135 | 31 | La Guerre des Cookies The Cookie Squad              | 4 septembre 2024             |
| 136 | 32 | Mystère à la Patinoire Skate Mates                  | 4 septembre 2024             |
| 137 | 33 | Le Destin de Lila The Rise of Lila Bird             | 11 septembre 2024            |
| 138 | 34 | Cheese se la Raconte Cheese Her Story               | 11 septembre 2024            |
| 139 | 35 | Les Pots Cassés The Flower Incident                 | 11 septembre 2024            |
| 140 | 36 | Alerte Canicule Hop Tip                             | 18 septembre 2024            |
| 141 | 37 | Fuis-moi, je te suis Play it Cool                   | 18 septembre 2024            |
| 142 | 38 | Le Goût et les Couleurs No Paint No Gain            | 25 septembre 2024            |
| 143 | 39 | La Chute de la Maison Smith House of Lies           | 25 septembre 2024            |
| 144 | 40 | Les Babysitters Child's Play                        | 2 octobre 2024               |
| 145 | 41 | Adorables Parasites Bud Buddies                     | 2 octobre 2024               |
| 146 | 42 | L'Amer Noël de Cheese Cheese's Crummy Christmas     | 25 décembre 2024             |
| 147 | 43 | La Reine des Manifs Queen of Justice                | 9 octobre 2024               |
| 148 | 44 | La Phobie de Girl Girl's Secret Fear                | 9 octobre 2024               |
| 149 | 45 | L'Ami Imaginaire Cat's Imanigery Friend             | 23 octobre 2024              |
| 150 | 46 | Drôle de Jeu de Rôle The Big Betrayal               | 23 octobre 2024              |
| 151 | 47 | Cheese tape l'incruste No Cheese Please             | 30 octobre 2024              |
| 152 | 48 | Professeur Mouse Home Schooled                      | 30 octobre 2024              |
| 153 | 49 | Parle à ma main Silent Treatment                    | 6 novembre 2024              |
| 154 | 50 | L'infiltré What's Your Game?                        | 6 novembre 2024              |
| 155 | 51 | L'anniversaire de mariage Cheese's Big Breakout     | 13 novembre 2024             |
| 156 | 52 | Vacances sous surveillance Monkeying Around         | 13 novembre 2024             |